# 中国船舶科学研究中心
31°29′11″N 120°15′16″E / 31.48630°N 120.25444°E

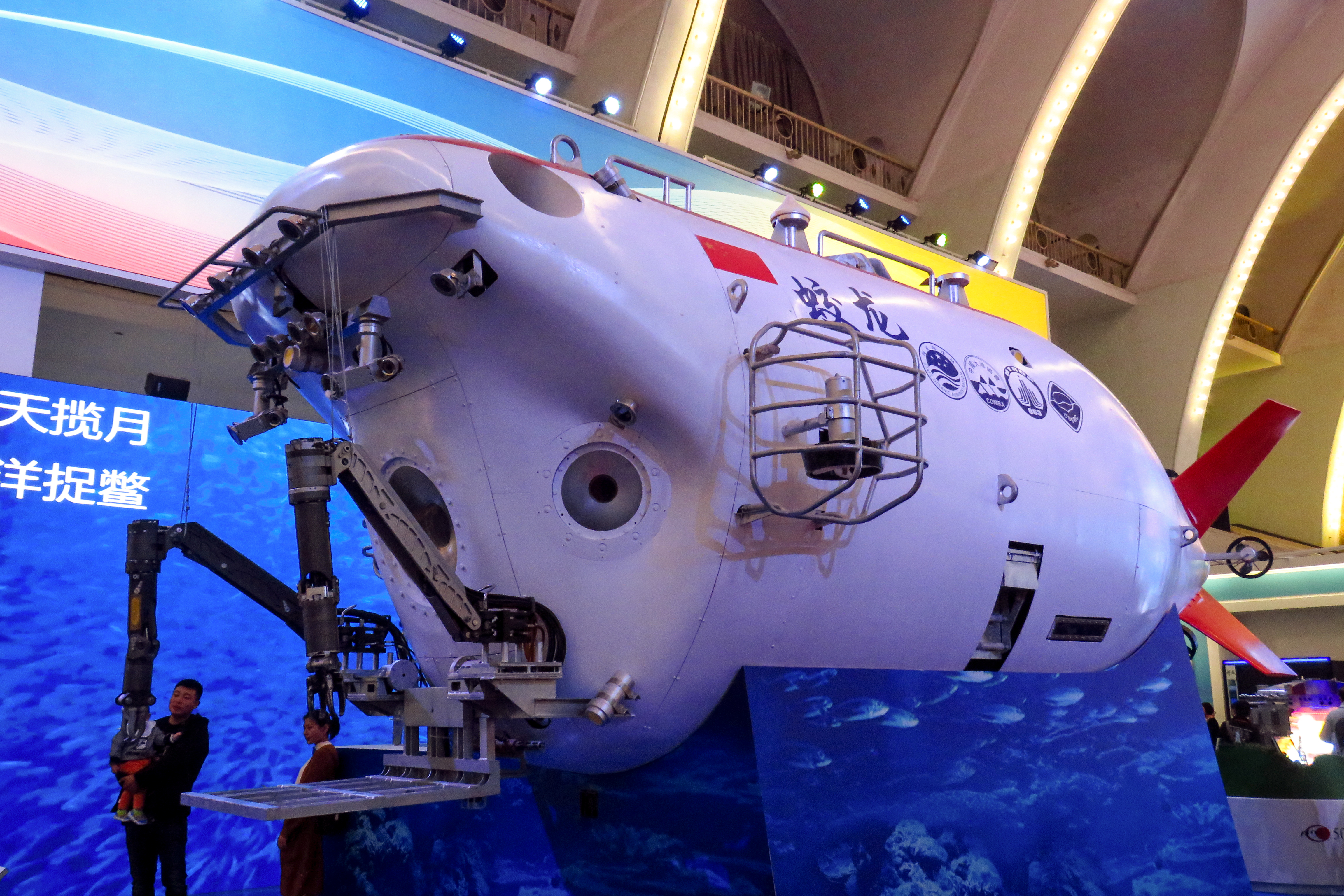
蛟龙号潜水器于北京展览馆举办的“砥砺奋进的五年”大型成就展中展出

中国船舶科学研究中心，又称中国船舶重工集团公司第七0二研究所、七0二所、702研究所，是隶属于中国船舶重工集团的一个研究中心，位于中华人民共和国江苏省无锡市滨湖区。

## 沿革
1951年，七〇二所在上海黄浦江畔成立，原名中国船舶研究中心。1965年，总部搬迁至无锡，并在上海、青岛设立分部。其主要从事船舶及海洋工程领域的水动力学、结构力学及振动、噪声、抗冲击等相关技术的应用、高性能船舶与水下工程研发，曾出过科学家吴有生、徐秉汉、徐芑南等人。主要代表产品有蛟龙号载人潜水器。2013年6月27日，该所科学家叶聪主驾的蛟龙号在太平洋马里亚纳海沟进行下潜工作，潜至7062米，创当时中国载人深潜记录。